# دث رو رکوردز
دث رو رکوردز (انگلیسی: Death Row Records) (در گذشته Future Shock وTha Row) یک ناشر موسیقی آمریکایی بود که در سال ۱۹۹۲ توسط شوگ نایت، دکتر دره، دی.او. سی و دیک گریفی تأسیس شد. دث رو بیش از ۱۰۰ میلیون دلار در سال درآمد کسب می‌کرد. دث رو رکوردز در سال ۲۰۰۶ اعلام ورشکستگی کرد و در تاریخ ۱۵ ژانویه ۲۰۰۹ با ۱۸ میلیون دلار به WIDEawake Entertainment حراج شد. در فوریه ۲۰۲۲ اسنوپ داگ، این لیبل را خریداری و بعد از ۱۷ سال اولین آلبوم رسمی خود به اسم BODR را تحت این لیبل منتشر کرد.

## برای مطالعهٔ بیشتر
- Have Gun Will Travel: The Spectacular Rise and Violent Fall of Death Row Records, Ronin Ro, Doubleday, 1998, 384 pages, شابک ‎۰-۳۸۵-۴۹۱۳۴-۴
- Labyrinth: A Detective Investigates the Murders of Tupac Shakur and Notorious B.I.G. , the Implications of Death Row Records' Suge by Randall Sullivan, Atlantic Monthly Press, April 2, 2002, 384 pages, شابک ‎۰-۸۷۱۱۳-۸۳۸-۷
- The Killing of Tupac Shakur, by Cathy Scott, Huntington Press, 2002 (2nd ed), 235 pages, شابک ‎۰−۹۲۹۷۱۲−۲۰-X
- Welcome to Death Row, Director: S. Leigh Savidge & Jeff Scheftel, (Video) 2001